# Остоја Ђукић
Остоја Ђукић (Вагани, 1947 — Борци, 26. фебруар 2025) био је српски педагог, филозоф, социолог, журналиста и редовни професор Универзитета у Бањалуци.

## Биографија
Основну школу завршио је у Засељу и Котор Варошу, средњу медицински школу и Педагошку академију у Бањој Луци, док је филозофију , социологију и журналистику завршио у Сарајеву. Докторирао је на филозофским и правним наукама. Ради као редовни професор на предмету етике, као ужој стручној области од 15. новембра 2007. године.
У својој досадашњој каријери радио је такође на више позиција у Котор Варошу и то као дирекотор и наставник основне школе у Масловарама, помоћник директора и директор Центра за основно образовање, директор Народног универзитета, просвјети инспектор, као и наствник у средњој школи.
Поред два доктората написао је и студију под називом „Филозофски темељи морала и права” каи и више научних и стручних радова, као и есеји, све то на тему филозофко-етичке и књижевне природе.
Године 2014. у децембру мјесецу, тачније 28. децембра, промовисао је своје двије написане књиге у Народној библиотеци Котор Варош под назовом „Преглед индијске фолозоске и њој сродне мисли” и „Филозофија морала” која представља зборник радова, које је урадио у сарадњи са својим асисстентом Гораном Стојановићем, која је исписана на 1.250 страница.
Такође, освајач је и награде „Михољданска повеља” која се додјељује истакнутим личностима за допринос развоју културе у челиначком крају коју додјељује додјељују Српско-просвјетно и културно друштво „Просвјета” из Челинца у организацији Народне библиотеке "Иво Андрић".